# Lichnov (Bruntáli járás)
Lichnov község Csehországban, a Bruntáli járásban. Lichnov Býkov-Láryšov, Sosnová, Brumovice, Razová, Zátor, Horní Benešov, Brantice és Milotice nad Opavou településekkel határos. Lakosainak száma 1051 fő (2024. január 1.).

## Népesség
A település lakosságának változását az alábbi diagram mutatja:
| Lakosok száma | 2283 | 2367 | 2047 | 1149 | 1082 | 1090 | 1035 | 995  | 1029 | 1051 |
|               | 1869 | 1890 | 1921 | 1950 | 1980 | 2001 | 2017 | 2019 | 2022 | 2024 |